# Schizocosa duplex
Schizocosa duplex là một loài nhện trong họ Lycosidae.
Loài này thuộc chi Schizocosa. Schizocosa duplex được Ralph Vary Chamberlin miêu tả năm 1925.